# Isola di Giannutri - area terrestre e marina
Isola di Giannutri - area terrestre e marina este o arie protejată (arie specială de conservare — SAC, sit de importanță comunitară — SCI, arie de protecție specială avifaunistică — SPA) din Italia întinsă pe o suprafață de 11.022 ha, din care 95 % marine.

## Localizare
Centrul sitului Isola di Giannutri - area terrestre e marina este situat la coordonatele 42°15′01″N 11°05′58″E / 42.250278°N 11.099444°E.

## Înființare
Situl Isola di Giannutri - area terrestre e marina a fost declarat sit de importanță comunitară în iunie 1995 pentru a proteja 29 de specii de animale. Alte tipuri de protecție:
- arie de protecție specială avifaunistică (în decembrie 1998)[2]
- arie specială de conservare (în decembrie 2016)[1][3][4]

## Biodiversitate
Situată în ecoregiunea mediteraneană, aria protejată conține 11 habitate naturale: Peșteri inaccesibile publicului, Tufărișuri termo-mediteraneene și de pre-deșert, Faleze cu vegetație de Limonium spp. endemic de pe coastele mediteraneene, Pseudostepă cu ierburi și specii anuale de Thero-Brachypodietea, Peșteri marine scufundate complet sau parțial, Recifuri, Salicornia și alte specii anuale care populează regiunile mlăștinoase și nisipoase, Formațiuni scunde de Euphorbia în apropierea falezelor, Păduri de Quercus ilex și Quercus rotundifolia, Matorral arborescenți cu Juniperus spp., Straturi cu Posidonia (Posidonion oceanicae).
La baza desemnării sitului se află mai multe specii protejate:
- păsări (26): pescăruș albastru (Alcedo atthis), fâsă-de-câmp (Anthus campestris), Apus pallidus, Calonectris diomedea, șerpar (Circaetus gallicus), erete de stuf (Circus aeruginosus), erete vânăt (Circus cyaneus), erete cenușiu (Circus pygargus), dumbrăveancă (Coracias garrulus), Falco eleonorae, șoim călător (Falco peregrinus), vânturel roșu (Falco tinnunculus), sfrâncioc roșiatic (Lanius collurio), pescăruș-cu-cap-negru (Larus melanocephalus), ciocârlie de pădure (Lullula arborea), gaia neagră (Milvus migrans), mierlă albastră (Monticola solitarius), pietrar mediteranean (Oenanthe hispanica), vultur pescar (Pandion haliaetus), viespar (Pernis apivorus), Phalacrocorax aristotelis desmarestii, Puffinus yelkouan, Sylvia sarda, silvie de tufiș (Sylvia undata), Tachymarptis melba, fluierar de mlaștină (Tringa glareola)
- mamifere (1): delfin mare (Tursiops truncatus)
- reptile (2): Caretta caretta, Euleptes europaea

Pe lângă speciile protejate, pe teritoriul sitului au mai fost identificate 17 specii de plante, 6 specii de mamifere, 26 de specii de nevertebrate, 2 specii de pești, 2 specii de reptile.